# فرودگاه آبی اگوانیش
فرودگاه آبی اگوانیش (به انگلیسی: Aguanish Water Aerodrome) یک فرودگاه همگانی است که یک باند فرود آب دارد. این فرودگاه در کشور کانادا قرار دارد و در ارتفاع ۰ متری از سطح دریا واقع شده‌است.